# Abigail Klein
Abigail Klein (Dallas, 24 dicembre 1988) è un'attrice e modella statunitense, nota per la sua partecipazione in film comici.
È nota principalmente per essere Stephanie Johnson in Il tempo della nostra vita (Days of Our Lives).

## Biografia e Vita privata
Abigail Klein nasce a Dallas il 24 dicembre 1988. Klein è sposata con Chris Armstrong dal 2016.

## Carriera
Il grande successo arriva nel 2022 quando viene chiamata a sostituire Shelley Hennig nel ruolo di Stephanie Johnson in Il tempo della nostra vita (Days of Our Lives), ruolo che ricopre tutt'ora.

## Filmografia

### Cinema
- Indovina perché ti odio (That's My Boy), regia di Sean Anders (2012)
- The Uninvited: A Red River Rivalry Nightmare, regia di Christopher Farah - cortometraggio (2012)
- Transformers 4 - L'era dell'estinzione (Transformers: Age of Extinction), regia di Michael Bay (2014)
- La capsula del tempo, regia di Jake Helgren (2016)
- Butterfly Caught, regia di Manny Rodriguez Jr. (2017)
- A Futile and Stupid Gesture, regia di David Wain (2018)

### Televisione
- Valley Peaks - serie TV, episodi 2x01-2x02 (2009)
- Febbre d'amore (The Young and the Restless) - serie TV, episodio 1x9592 (2011)
- 90210 - serie TV, episodio 4x01 (2011)
- Coppia di re (Pair of Kings) - serie TV, episodio 3x15 (2012)
- CSI - Scena del crimine (CSI: Crime Scene Investigation) - serie TV, episodio 13x11 (2013)
- Drop Dead Diva - serie TV, episodio 5x07 (2013)
- Castle - serie TV, episodio 6x14 (2014)
- The Comeback - serie TV, episodio 2x03 (2014)
- Cabot College, regia di Pamela Fryman - film TV (2014)
- The Incredible Life of Darrell - serie TV, episodio 1x01-1x03-1x06 (2015-2018)
- Girlfriends of Christmas Past, regia di Jake Helgren - film TV (2016)
- Code Black - serie TV, 5 episodi (2016-2017)
- Sorry, Ari - serie TV, episodio 2x02 (2017)
- Unit Zero, regia di David Gordon Green - film TV (2017)
- There's... Johnny!, serie TV, episodi 1x03-1x05-1x06 (2017)
- Aussie Girl - serie TV, episodi 1x01-1x03-1x07 (2018)
- Ryan Hansen Solves Crimes on Television - webserie, episodio 2x01 (2019)
- GLOW - serie TV, episodio 3x03 (2019)
- S.W.A.T. - serie TV, episodio 3x14 (2020)
- Natale sul ghiaccio (Christmas on Ice), regia di John Stimpson - film TV (2020)
- American Housewife - serie TV, episodio 5x11 (2021)
- Days of Our Lives: Beyond Salem, regia di Sonia Blangiardo, Noel Maxam e Albert Alarr – miniserie TV (2022)
- Il tempo della nostra vita (Days of Our Lives) -  soap opera (2022-in corso)

## Doppiatrici italiane
- Elisa Angeli in La capsula del tempo